# Thue Christiansen

Flaga Grenlandii

Thue Christiansen (ur. 25 lutego 1940 w Maamorilik, zm. 26 czerwca 2022 w Hals) – grenlandzki nauczyciel, artysta i polityk, twórca projektu flagi Grenlandii, który został przyjęty 21 czerwca 1985 roku. W latach 1979–1983 minister edukacji Grenlandii.
Uczył w Haderslev Statsseminarium w Danii i innych placówkach na terenie Danii i Grenlandii. Oprócz pracy nauczycielskiej oraz zaangażowania politycznego, Thue Christiansen był również malarzem, rzeźbiarzem oraz animatorem kultury. Zaprojektował szereg logo dla firm, organizacji i instytucji. W 1997 został mu przyznany Order Danebroga.